# Rhyacophila obelix
Rhyacophila obelix là một loài Trichoptera trong họ Rhyacophilidae. Chúng phân bố ở miền Cổ bắc.